# Рейнхардт, Ларри
Ларри «Рино» Рейнхардт (англ. Larry Reinhardt; 7 июля, 1948 — 2 января, 2012) — американский рок-музыкант, гитарист игравший в группах Iron Butterfly и Captain Beyond. Также был известен под псевдонимами «El Rhino» и «Ryno».

## Ранняя карьера
Родился во Флориде, США. Свою музыкальную карьеру начал в 1960-х гг., в Брадентоне, штат Флорида. Играл в нескольких группах, в частности, в Thunderbeats. В 1969 году Рейнхардт вместе с бас-гитаристом Ричардом Прайсом и барабанщиком Рамоне Сотолонгом основал пауэр-трио «Dubs». Группа обосновалась в одном из клубов в Гейнсвилле, штат Флорида. Вскоре Сотолонго заменил Монти Янг. Dubs исполняли музыку психоделического и блюз-рокового направления. Им предложили переехать в Джексонвилль вместе с группой «The Second Coming» (ранее «The Blues Messengers»), в которой Рейнхарт ранее играл, и в состав которой входили гитарист Дики Беттс, клавишница и вокалистка Дейл Беттс (жена Дики Беттса), басист Берри Оайкли, барабанщик Джон Микс и клавишник Риз Уайменс. Вскоре Беттс и Оайкли оставили группу и присоединились к коллективу, взявшему название «The Allman Brothers Band», а Рейнхардт стал гитаристом группы The Second Coming. Перебравшись в Мейкон, штат Джорджия, Рейнхардт узнал, что группе «Iron Butterfly» требуется новый гитарист и вылетел в Лос-Анджелес на прослушивание.

## Iron Butterfly
В Iron Вutterfly Рейнхардт и гитарист/вокалист группы Blues Image, Майк Пинера заменили ушедшего гитариста Эрика Бранна. В 1970 году Iron Вutterfly выпустили альбом Metamorphosis, который был издан под названием «Iron Butterfly With Pinera & Rhino».

## Captain Beyond
В 1971 году Ларри Рейнхардт и бас-гитарист Iron Butterfly Ли Дорман создали группу Captain Beyond, пригласив бывшего барабанщика Джонни Винтера/Рика Деррингера, Бобби Колдуэлла и бывшего вокалиста Deep Purple Рода Эванса. Год спустя группа выпустила свой одноимённый дебютный альбом на лейбле Capricorn Records. В 1973 году группа записала концертный альбом, Far Beyond A Distant Sun - Live Arlington, Texas, который был издан только в 2002 году. В том же году в группу пришёл клавишник Риз Уайманс, ранее игравший в группах Blues Messengers и the Second Coming, а барабанщика Бобби Колдуэлла заменил Марти Родригес. Новый состав записал и выпустил альбом Sufficiently Breathless, но тем не менее группа вскоре распалась.

## Поздняя карьера
В 1974 году Рейнхардт участвовал в записи двух песен — «Don’t Let Me Down» и «I Don’t Want To Get Hurt By Your Love Again» — альбома Бобби Уомака, Lookin' for a Love Again.
В 1976 году Дорман, Рейнхардт и Колдуэлл реформировали Captain Beyond с новым вокалистом Джейсоном Кахуне, которого вскоре сменил Вилли Даферне (Вилли Ди). В 1977 году этот состав записал альбом Dawn Explosion. Но вскоре группа вновь распалась.
Затем Рейнхарт сформировал группу Ryno Band, которая просуществовала до 1981 года. Позже он присоединился к группе Mad Dancer, состоявшей из гитариста/вокалиста Гэри Грабера, барабанщика Джо Старковича, бас-гитариста Рона «Лайера» Ларсена и вокалиста Перри Стронга. Mad Dancer выпустили один-единственный альбом Lost Worlds, в котором Рейнхардт участвовал в записи трёх песен: «Still A Boy», «Serious», и «Such A Feeling.»
Также Рейнхардт участвовал в различных воссоединениях Iron Butterfly (1977, 1978, 1980, 1984, 1988 и в 1989—1993 гг.). В 1991 году он участвовал в записи альбома Роберта Теппера, No Rest For The Wounded Heart, который был выпущен только лишь в 1996 году.
После этого Рейнхардт на какое-то время отошёл от музыкальной индустрии. В 1998 году он и Колдуэлл вновь реанимировали Captain Beyond вместе с вокалистом Джими Интервалом, клавишником Джеффом Фраем и с бас-гитаристом Джеффом Эртабэйзи. В 2000 году обновлённая группа записала четырёхтрековый EP, в который вошли песни «Don’t Cry Over Me», «Gotta Move», «Be As You Were» и «Night Train Calling (Crystal Clear)». В 2002 году Captain Beyond окончательно распалась.
В феврале 2009 года, Ларри выпустил свой сольный альбом Rhino’s Last Dance
2 января 2012 года Рейнхардт скончался в возрасте 63 лет от цирроза печени.

## Дискография

### Bittersweet
1968
- Альбомов нет

### The Load
1968
- Альбомов нет

### The Second Coming
1968—1969
- Альбом не издан

### Iron Butterfly
1970—1971
- Metamorphosis, 1970
- Silly Sally (сингл), 1971
- Evolution: The Best of Iron Butterfly, 1971
- Light & Heavy: The Best of Iron Butterfly, 1993

### Captain Beyond
1971—1974,1976—1978,1998—2002
- Captain Beyond, 1972
- Far Beyond a Distant Sun – Live Arlington, Texas, 1973
- Sufficiently Breathless, 1973
- Dawn Explosion, 1977

### С Бобби Уомаком
1974
- Lookin' for a Love Again, 1974
  - Две песни: «Don’t Let Me Down» / «I Don’t Want to Get Hurt by Your Love Again»

### The Ryno Band
1977—1981
- Альбомов нет

### Mad Dancer
1981
- Lost World

### С Робертом Теппером
1991
- No Rest for the Wounded Heart, 1996

### Сольные альбомы
- Rhino’s Last Dance, 2009
- Rhino and the Posse, Back in the Day, 2011[10]
- Blue Swamp, 2012